# Chevrolet Express
De Chevrolet Express is een bedrijfswagen van het Amerikaanse automerk Chevrolet. Het voertuig is in 1996 geïntroduceerd als vervanging van de toenmalige Chevrolet G-klasse-bedrijfswagens. De Chevrolet Express heeft in Nederland jarenlang als ambulance dienst gedaan.
De Express is te verkrijgen als personenbus, bedrijfsbus of als chassis cab. Voor de personen- en bedrijfsbussen bestaan er standaard en verlengde varianten. De chassis cab is enkel commercieel te verkrijgen en wordt gebruikt als basis voor ambulances, campers, bussen etc. 
Met 2,5 miljoen verkochte exemplaren is het een van de meest verkochte bedrijfswagens ter wereld. Opmerkelijk is dat de Chevrolet Express sinds de introductie in 1996 nauwelijks aanpassingen heeft gehad.
GMC brengt de Chevrolet Express uit als de GMC Savana. De GMC Savana is geheel identiek aan de Chevrolet Express, alleen heeft het GMC logo's. Voor elke drie Expressen die er verkocht worden, verkoopt GMC één Savana.

## 1996-2002 (pre facelift)

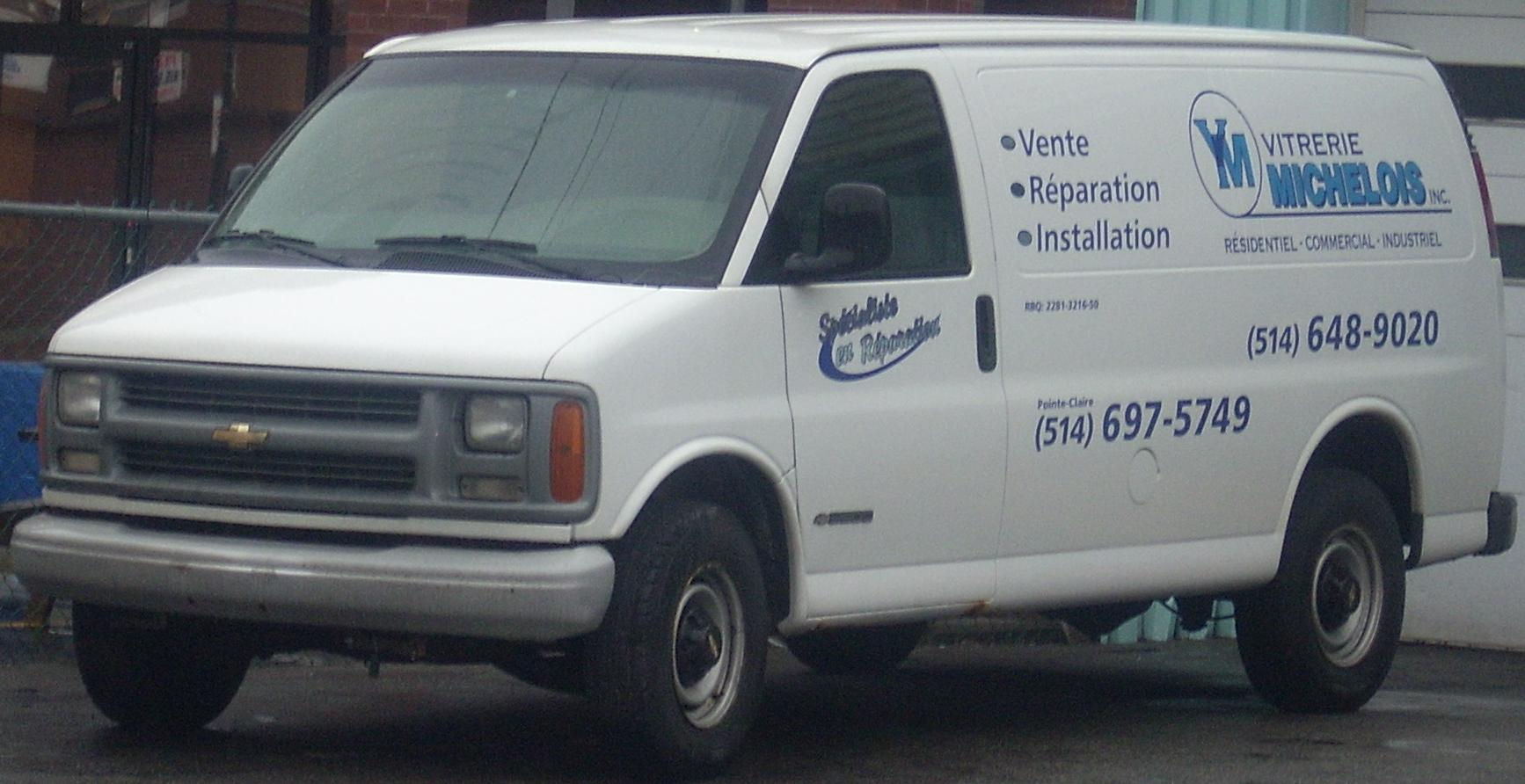
Chevrolet Express bedrijfsbus

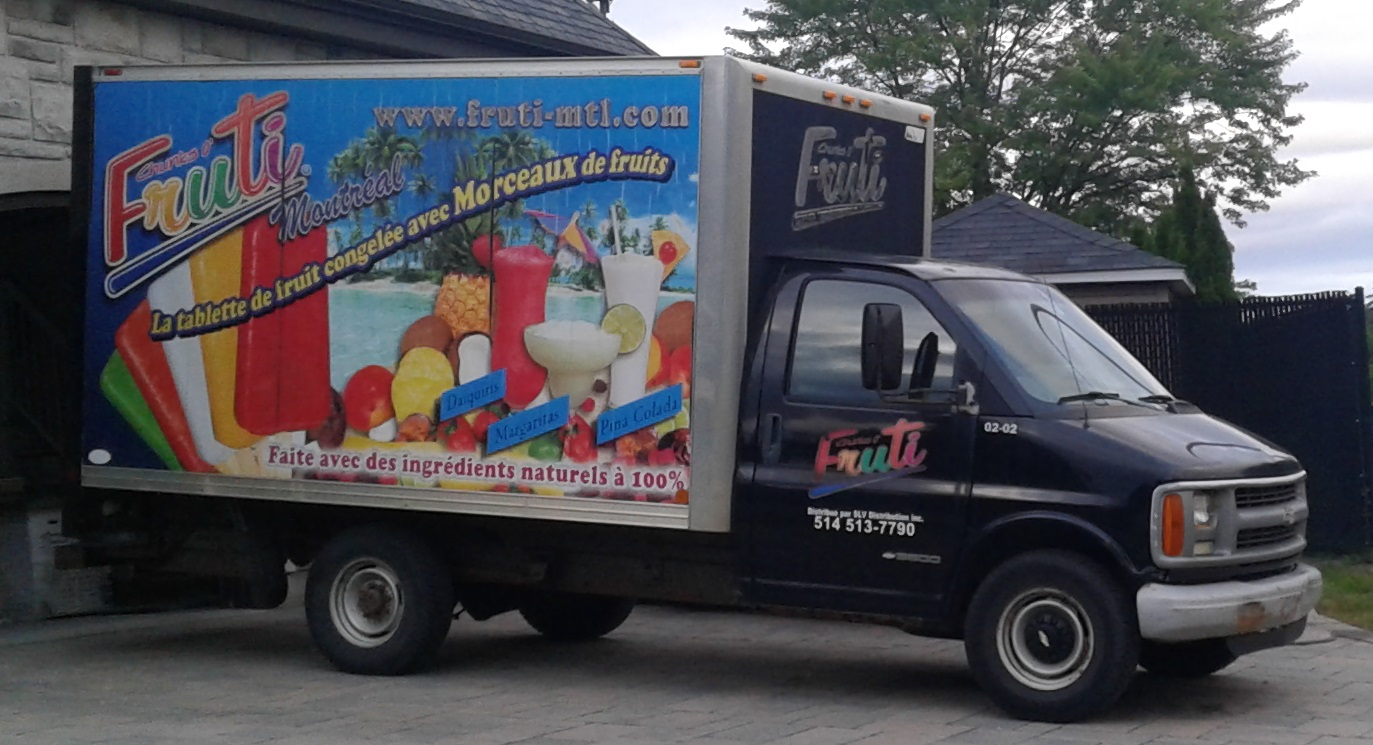
Een Chevrolet Express chassis cabine, met vrachtwagenopbouw.

In 1996 werd de Chevrolet Express geïntroduceerd ter vervanging van de 25 jaar oude Chevrolet G-series Van. Chevrolet bood de Express aan in twee lengtes en drie varianten (G1500, G2500 en 3500). De langste versie was in staat 15 passagiers of 6.300 kg aan vracht mee te nemen. Hoewel de bedrijfsversie officieel een Express was, bleef hij de naam G-series Van behouden. 

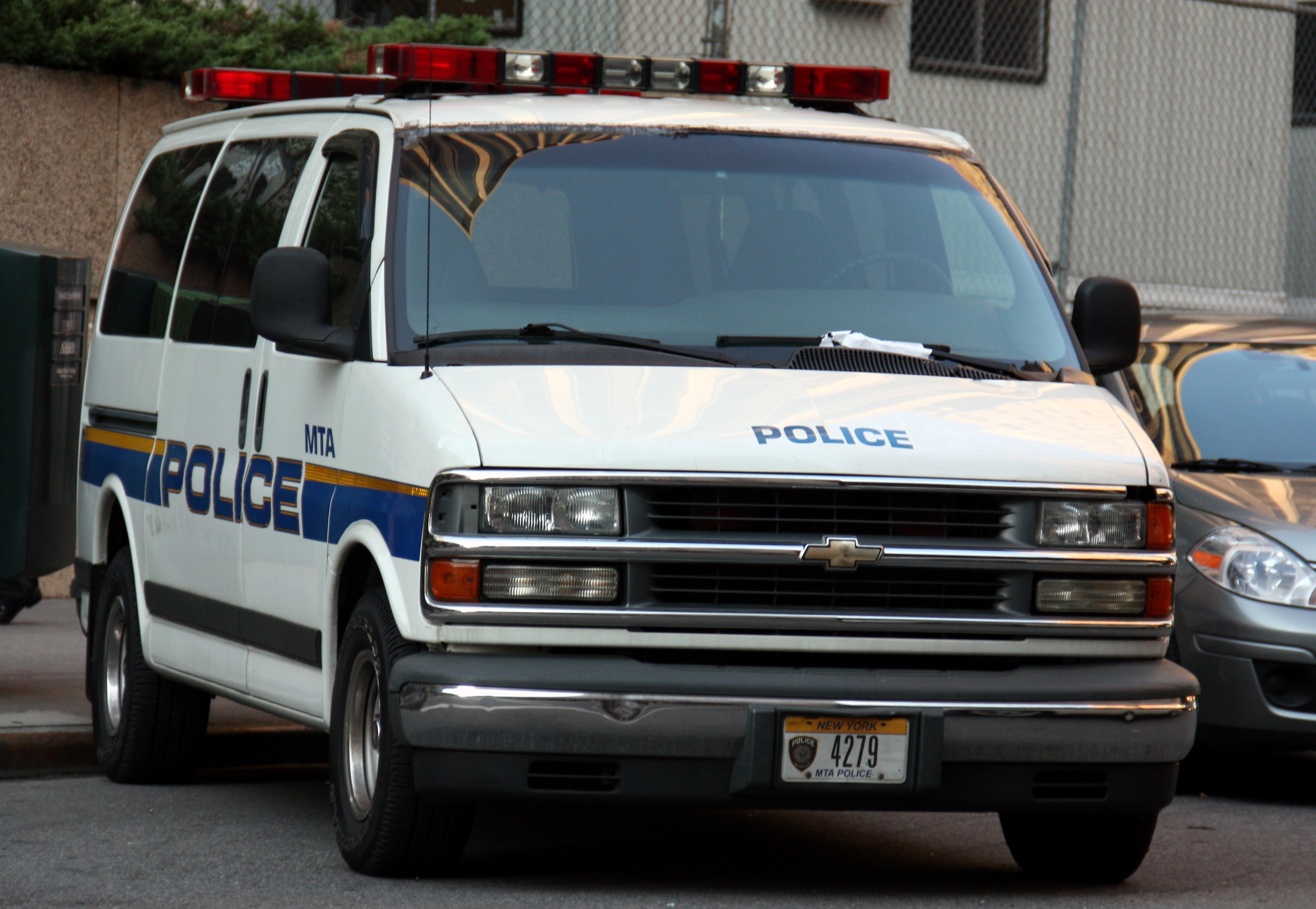
Chevrolet Express personenbus

Een grote verbetering ter opzichte van de G-series was dat de vooras meer naar voren werd geplaatst, zodat er zoveel mogelijk ruimte in de cabine kwam. De 1500 en 2500 werden standaard geleverd met airbags voor de chauffeur en bijrijder. Pas in 1997 kwam deze functie ook beschikbaar op de 3500.
In 1999 werden de bedrijfsbussen, die voorheen nog G-series Van heetten, omgedoopt tot Express. 
De Chevrolet Express werd gebouwd op het GMT 600-platform. De GMT 600 was gebaseerd op het GMT 400-platform, waarop zware voertuigen als de Chevrolet Silverado en Chevrolet Tahoe werden gebouwd. De Express was lichtjes gebaseerd op de kleinere Chevrolet Astro, een andere personen- en bedrijfsbus van Chevrolet. Daarnaast werden er onderdelen gedeeld met de C/K-serie. 
De Chevrolet Express werd geleverd met een 4,3 liter V6-motor, maar deze kon vervangen worden door een 5,0 liter V8, 5,7 liter V8, een 6,5 liter V8 turbodiesel of een 7,4 liter V8.

## 2003-heden
In 2003 kreeg de Chevrolet Express een grote facelift. Het voertuig werd op een nieuw GMT 610-platform gebouwd en kreeg nieuwe motoren. De GMT 610 was gebaseerd op het GMT 800-platform waarop voertuigen zoals de Hummer H2 en Cadillac Escalade gebouwd werden. Motortechnisch gezien waren de Chevrolet Express en de bovengenoemde voertuigen hetzelfde.

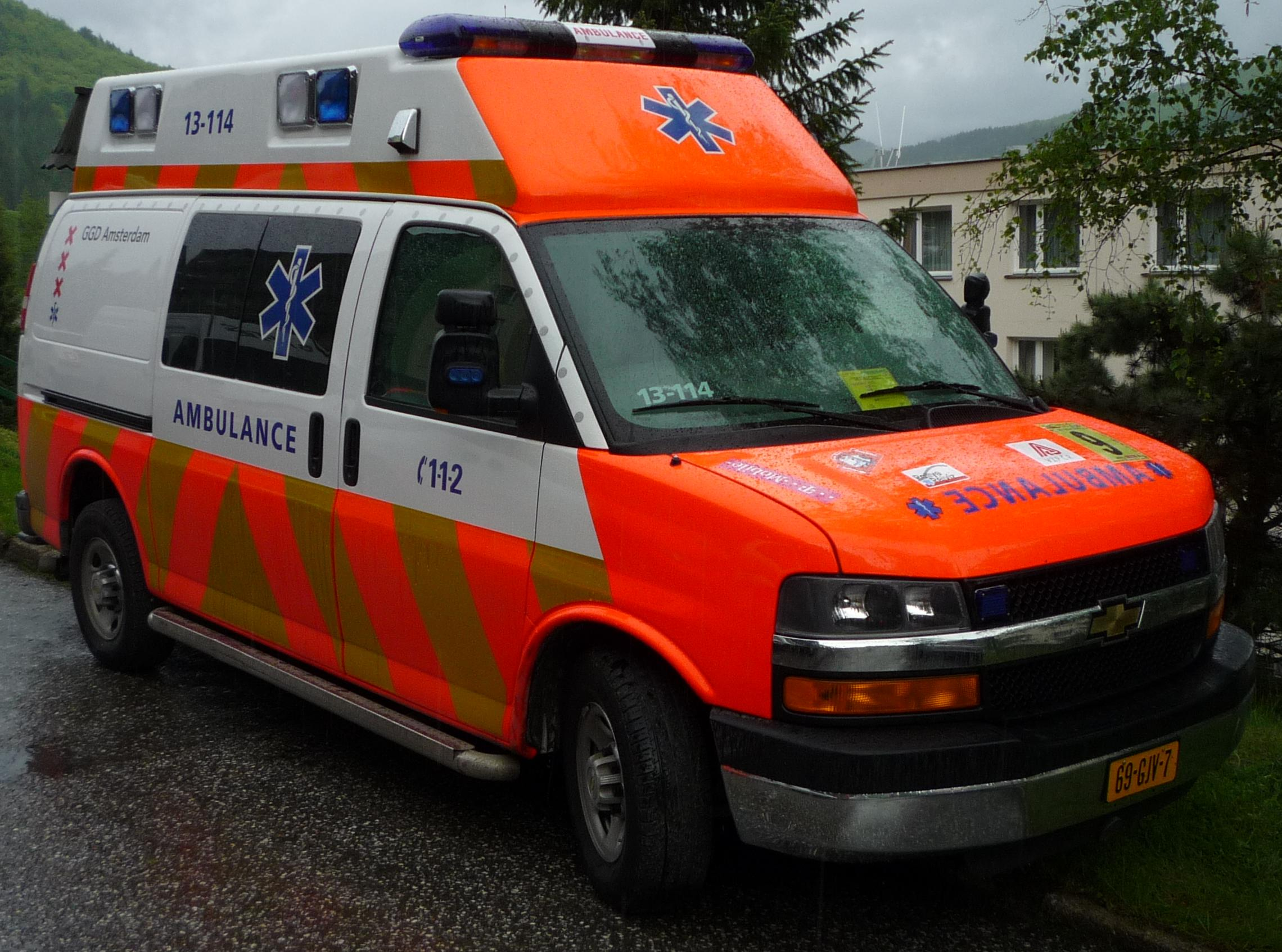
Chevrolet Express ambulance van de GGD Amsterdam

Als onderdeel van de facelift kreeg de Express een hogere voorbumper en motorkap. Dit bood meer bescherming bij ongevallen. Daarnaast kon er als extra optie een schuifdeur aan de bestuurderskant ingebouwd worden, naast de bestaande schuifdeur aan de bijrijderskant.
Sinds 1996 werd de Chevrolet Express (net zoals de andere bedrijfswagens van Chevrolet) in drie gewichtsklasses geleverd. Dit waren 1/2 ton (1500), 3/4 ton (2500) en 1 ton (3500). De 2500-serie kon als Light Duty of Heavy Duty geleverd worden. Het verschil tussen de twee versies was een grotere motor met meer kracht.

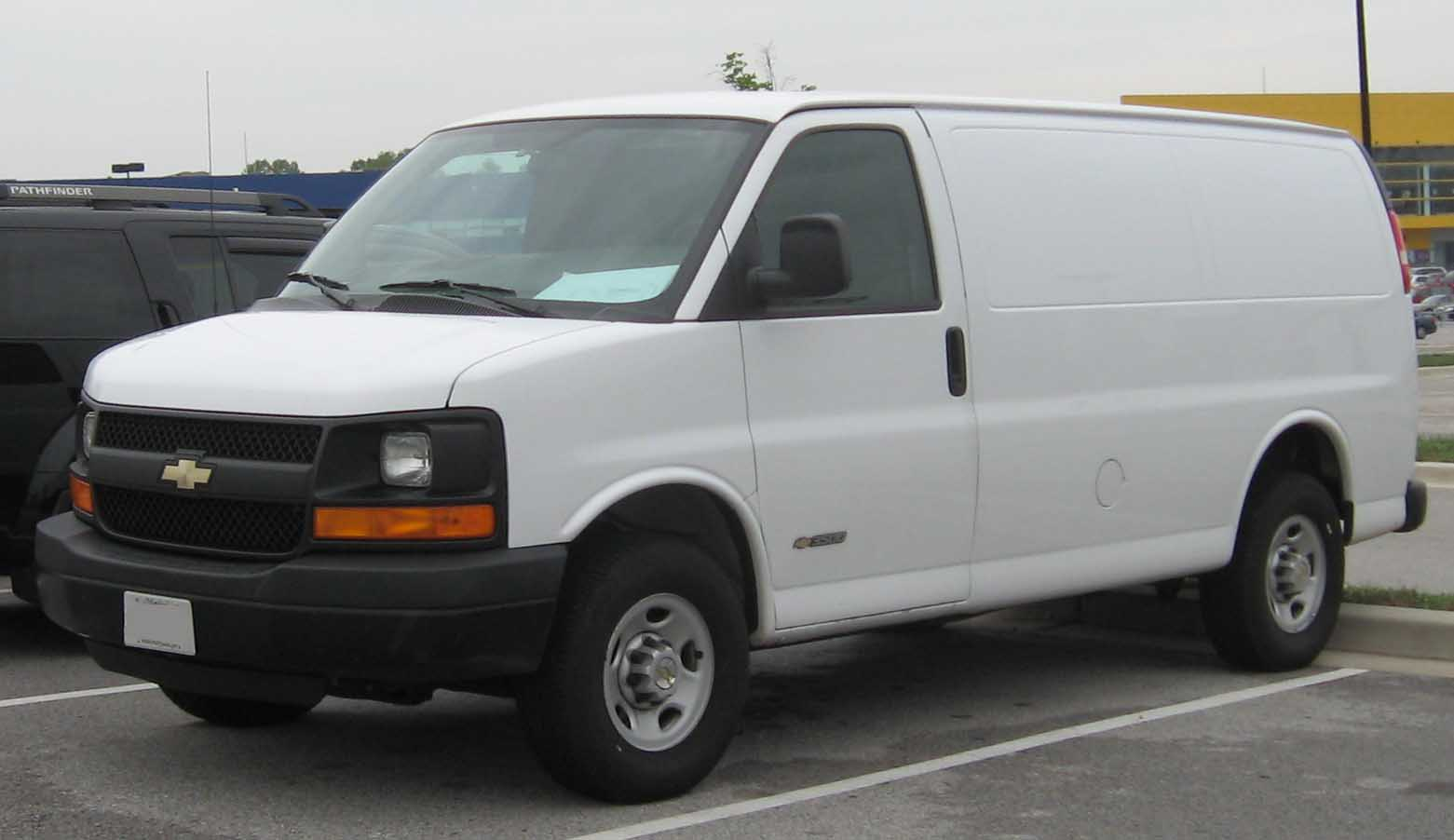
Chevrolet Express bestelbus

In 2008 werden alle varianten uitgerust met stabiliteitscontrole en gordijnairbags. In 2011 kwam Bluetooth beschikbaar voor de auto. Andere nieuwe opties waren een navigatiesysteem, parkeerassistentie en een achteruitrijcamera. Tussen 2013 en 2014 werd er all-wheel drive aangeboden voor de 1500- en 2500-series. In 2015 werd de radio gedigitaliseerd en werden er 120 volt-stekkers ingebouwd. In de jaren daarna kwamen Lane Assist, Blind Spot monitoring en andere waarschuwingssystemen beschikbaar. 

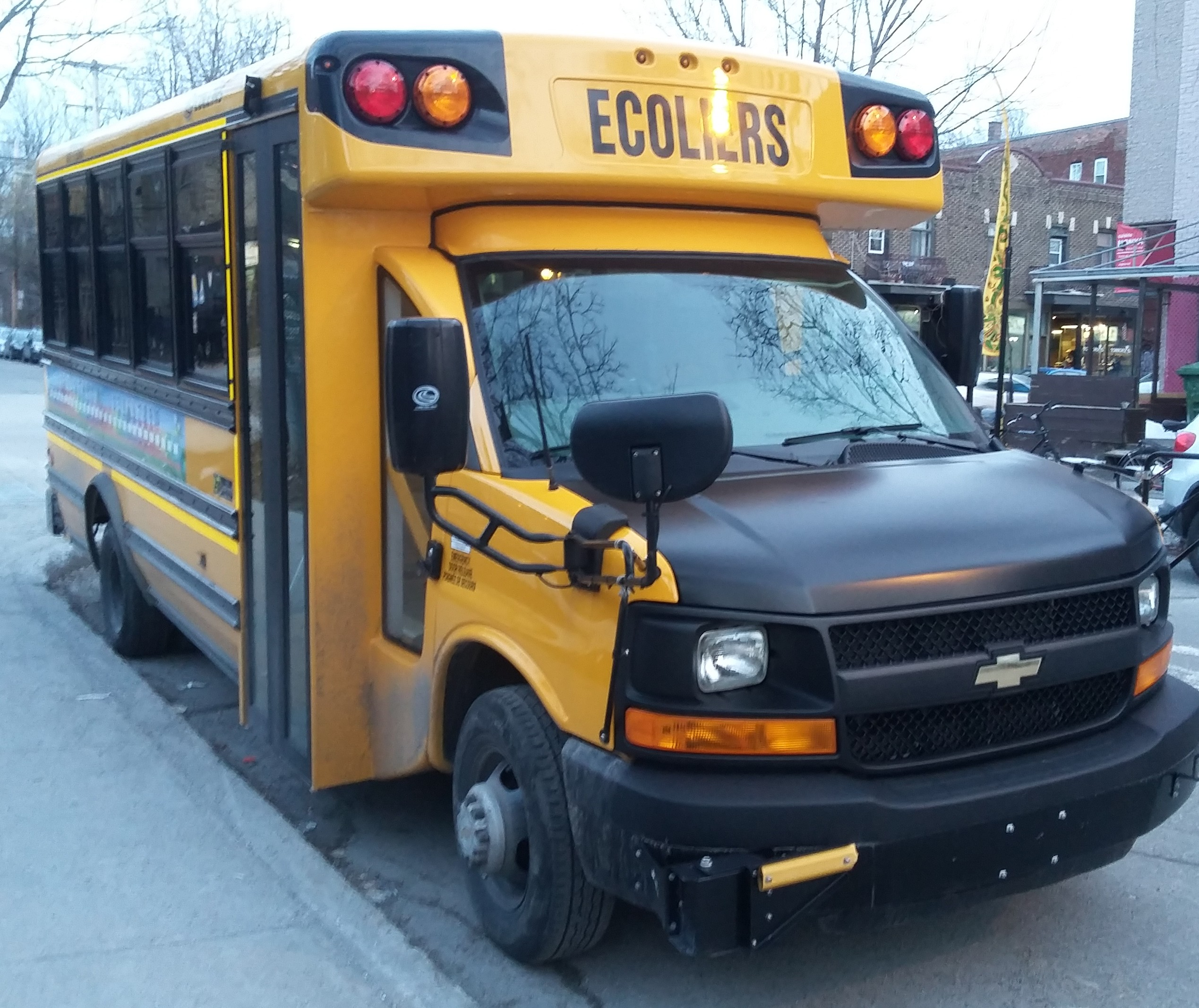
Een Chevrolet Express als schoolbus in Montreal, Canada

2022 was het 26e jaar dat de Chevrolet in productie was. De radio en cd-speler werden vervangen door een satellietradio en bluetooth. 
Oorspronkelijk zou de Chevrolet Express tot 2026 in productie blijven, waarna hij vervangen zou worden door een elektrische bedrijfswagen. Deze plannen zijn geannuleerd en de Express zal (ondanks Chevrolets plan om compleet elektrisch te worden) nog een tijdje in productie blijven. In 2027 staat er een herontwerp van de bedrijfsbus gepland.
De standaardmotor voor de 1500- en 2500-serie was een 5,3 liter V8. Tegen een meerprijs kon deze vervangen worden door een zuinigere 4,3 liter V6. De 2500 HD en 3500 hadden een 4,8 liter V8 of 6,0 liter V8 als standaardmotor. In 2006 konden de standaard benzinemotoren vervangen worden door een 6,6 liter V8 turbodiesel. 

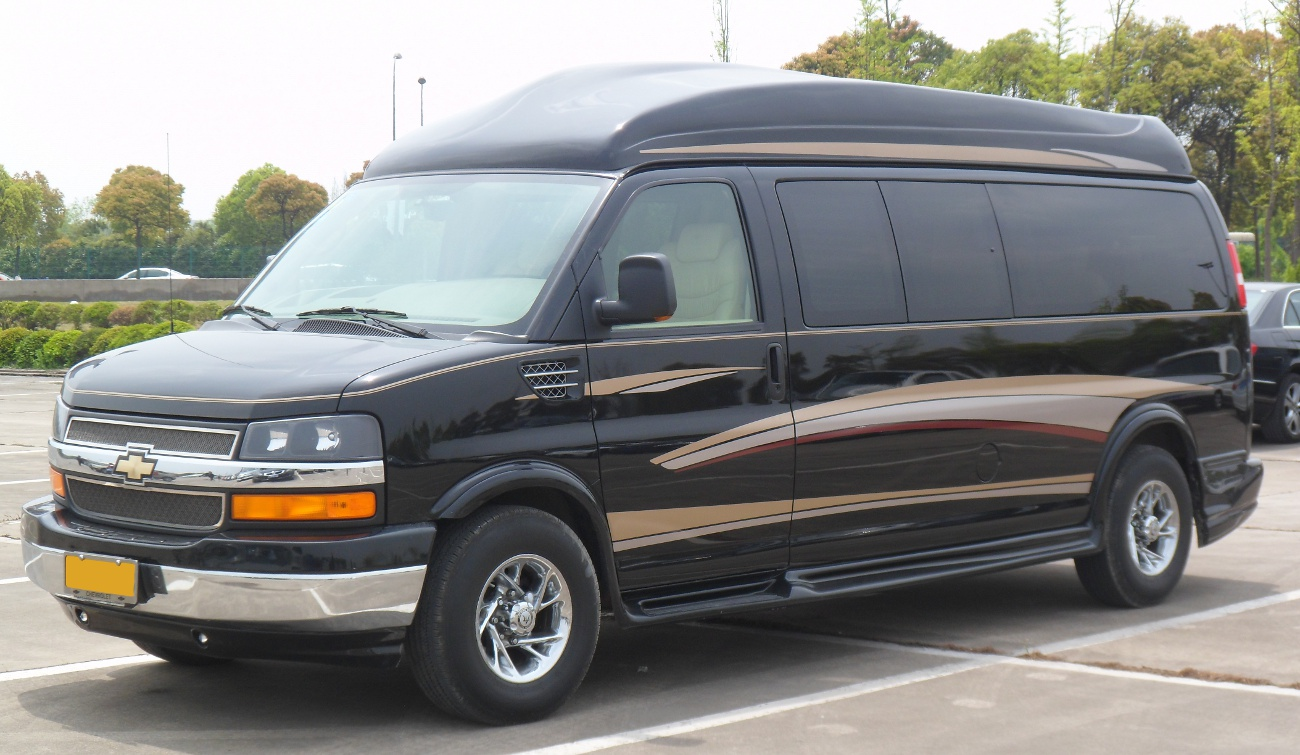
Chevrolet Express 3500 in camperuitvoering

In 2008 en 2010 kwamen er ook E85-versies van de benzinemotoren beschikbaar. In 2014 en 2016 werden de 4,3 liter V6 en 6,6 liter V8 van de markt gehaald. De 6,6 liter turbodiesel werd vervangen door een 2,8 liter Inline 4-dieselmotor. In 2018 keerde de 4,3 liter V6 weer terug. In 2021 werd de 6,0 liter V8 vervangen door een 6,6 liter V8-benzinemotor. 